# Klara Löffler
Klara Löffler (* 1958) ist eine deutsche Ethnologin.

## Leben
Sie studierte nach Lehre und Gesellenprüfung als Tischlerin Volkskunde, Soziologie und Kunstgeschichte in Würzburg und Regensburg (Magister Artium). 1996 promovierte sie am Ludwig-Uhland-Institut der Universität Tübingen. Zwischen 1995 und 2011 war sie als Universitätsassistentin am Institut für Volkskunde/Europäische Ethnologie der Universität Wien tätig. Seit der Habilitation 2001 in Europäischer Ethnologie lehrt sie als außerordentliche Universitätsprofessorin an diesem Institut.
Ihre Forschungsschwerpunkte sind Freizeit- und Tourismusforschung, Biographieforschung und Methoden und Theorie.

## Schriften (Auswahl)
- Aufgehoben. Soldatenbriefe aus dem Zweiten Weltkrieg. Eine Studie zur subjektiven Wirklichkeit des Krieges. Bamberg 1992, ISBN 3-927392-31-6.
- Zurechtgerückt. Der Zweite Weltkrieg als biographischer Stoff. Berlin 1999, ISBN 3-496-02665-0.
- als Herausgeberin mit Therese Garstenauer und Thomas Hübel: Arbeit im Lebenslauf. Verhandlungen von (erwerbs-)biographischer Normalität. Bielefeld 2016, ISBN 3-8376-3373-X.
- als Herausgeberin mit Johanna Gehmacher: Storylines and Blackboxes. Autobiografie und Zeugenschaft in der Nachgeschichte von Nationalsozialismus und Zweitem Weltkrieg. Wien 2017, ISBN 3-7003-1984-3.